# Ribs (bài hát)
"Ribs" là một bài hát của nữ nghệ sĩ thu âm người New Zealand Lorde, nằm trong album phòng thu đầu tay của cô, Pure Heroine (2013). Bài hát được chọn làm một đĩa đơn quảng bá cho album và được phát hành vào ngày 30 tháng 9 năm 2013 bởi hãng thu âm Universal Music Group (UMG). Được sáng tác bởi Lorde (được ghi chú dưới tên thật của cô, Ella Yelich-O'Connor) và Joel Little và với việc sản xuất của Little, cùng với một số sản xuất bổ sung từ Lorde, "Ribs" là một bản electropop bàn luận về áp lực tuổi tác của Lorde.
"Ribs" nhận được nhiều ý kiến phản hồi tích cực từ các nhà phê bình âm nhạc, đặc biệt là về phần nội dung lời bài hát. Bài hát xuất hiện trên các bảng xếp hạng âm nhạc của Úc, New Zealand, Anh và Mỹ. Lorde có biểu diễn bài hát trong một số sự kiện, bao gồm chương trình Late Show with David Letterman và chuyến lưu diễn đầu tiên của cô vào năm 2014.

## Sản xuất và phát hành
"Ribs" được sáng tác bởi Lorde (được ghi chú dưới tên thật của cô, Ella Yelich-O'Connor) và Joel Little, cùng với việc sản xuất, chỉnh sửa và phối khí được giao cho Little. Bài hát được thu âm tại phòng thu âm Golden Age Studios của Little tại Auckland. Ngày 30 tháng 9 năm 2013, "Ribs" được phát hành miễn phí dưới dạng một đĩa đơn quảng bá thông qua iTunes Stores.

## Tiếp nhận
Mike Wass từ Idolator đánh giá cao "tính chất dễ tổn thương" của bài hát. Lindsay Zoladz của Pitchfork Media thì cho rằng "Ribs" là bài hát hay nhất mà Lorde từng sáng tác, đặc biệt là phần lời nhạc.
"Ribs" đạt vị trí cao nhất lần lượt là 36 và 92 trên bảng xếp hạng Australian Streaming Tracks và UK Streaming, và ngoài ra bài hát cũng đạt được vị trí 29 trên bảng xếp hạng đĩa đơn của New Zealand. The single also charted on the United States Billboard Hot Rock Songs chart.

## Danh sách bài hát
Tải nhạc số
1. "Ribs" – 4:18

## Xếp hạng
- Sách: Pure Heroine

| Bảng xếp hạng (2013–2014)               | Vị trí cao nhất |
| --------------------------------------- | --------------- |
| Australian Streaming Tracks (ARIA)      | 36              |
| New Zealand (Recorded Music NZ)         | 29              |
| UK Streaming (Official Streaming Chart) | 92              |
| Hoa Kỳ Hot Rock Songs (Billboard)       | 26              |